# Zabawa (gromada)
Zabawa (do 30 XII 1961 Wał-Ruda) – dawna gromada, czyli najmniejsza jednostka podziału terytorialnego Polskiej Rzeczypospolitej Ludowej w latach 1954–1972.
Gromady, z gromadzkimi radami narodowymi (GRN) jako organami władzy najniższego stopnia na wsi, funkcjonowały od reformy reorganizującej administrację wiejską przeprowadzonej jesienią 1954 do momentu ich zniesienia z dniem 1 stycznia 1973, tym samym wypierając organizację gminną w latach 1954–1972.
Gromadę Zabawa z siedzibą GRN w Zabawie utworzono 31 grudnia 1961 roku w powiecie brzeskim w woj. krakowskim w związku z przeniesieniem siedziby GRN gromady Wał-Ruda z Wał-Rudy do Zabawy i przemianowaniem jednostki na gromada Zabawa; równocześnie do gromady Zabawa przyłączono obszar zniesionej gromady Marcinkowice.
W kwietniu 1969 dla gromady ustalono 19 członków gromadzkiej rady narodowej. 1 stycznia 1970 gromada składała się ze wsi: Marcinkowice, Przybysławice, Wał-Ruda, Wola Radłowska, Zabawa i Zdrochec.
Gromada przetrwała do końca 1972 roku, czyli do kolejnej reformy gminnej. Z dniem 1 stycznia 1973 roku utworzono gminę Zabawa.